# 埼玉県道・東京都道104号川口草加線

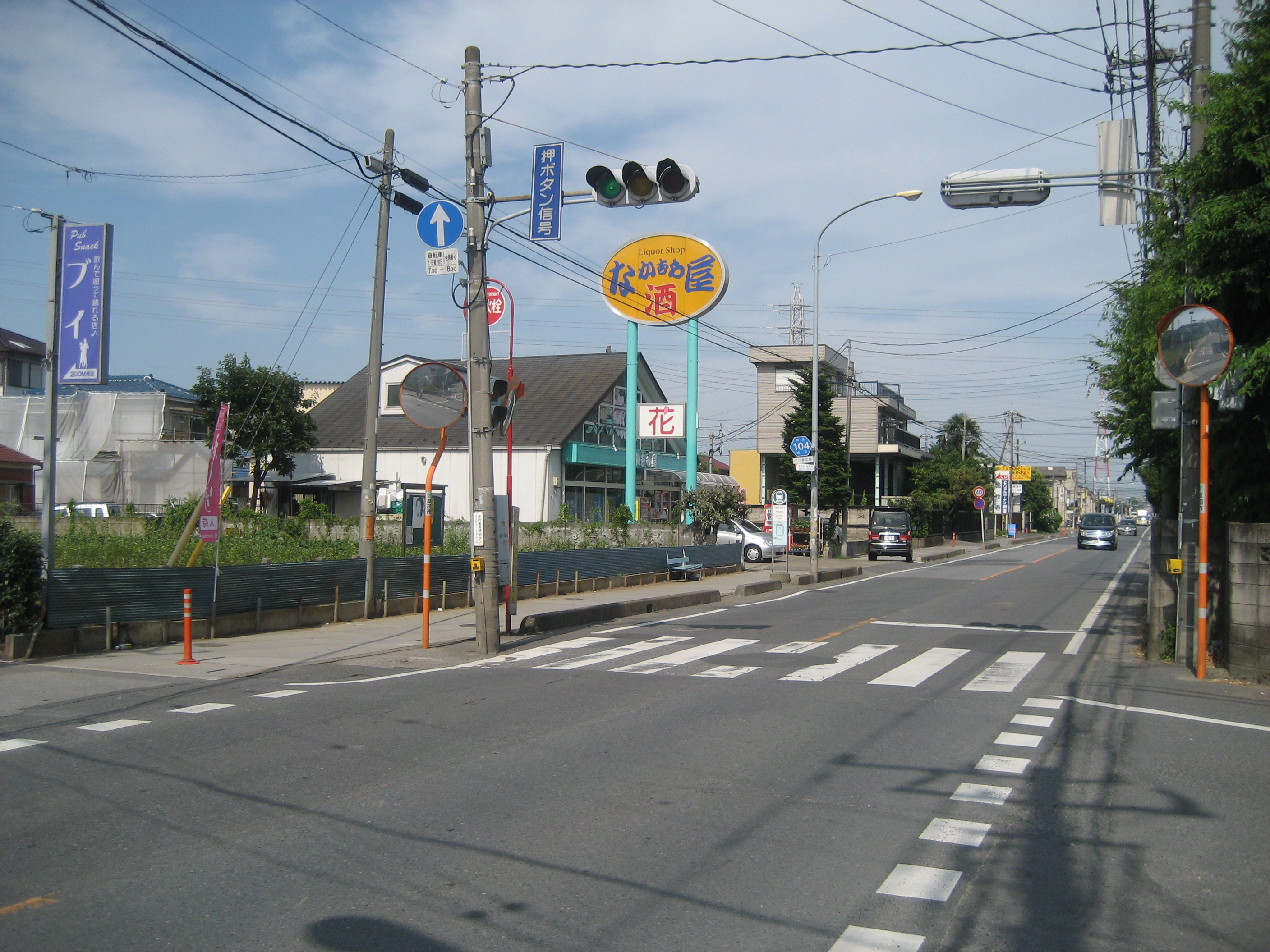
埼玉県草加市内

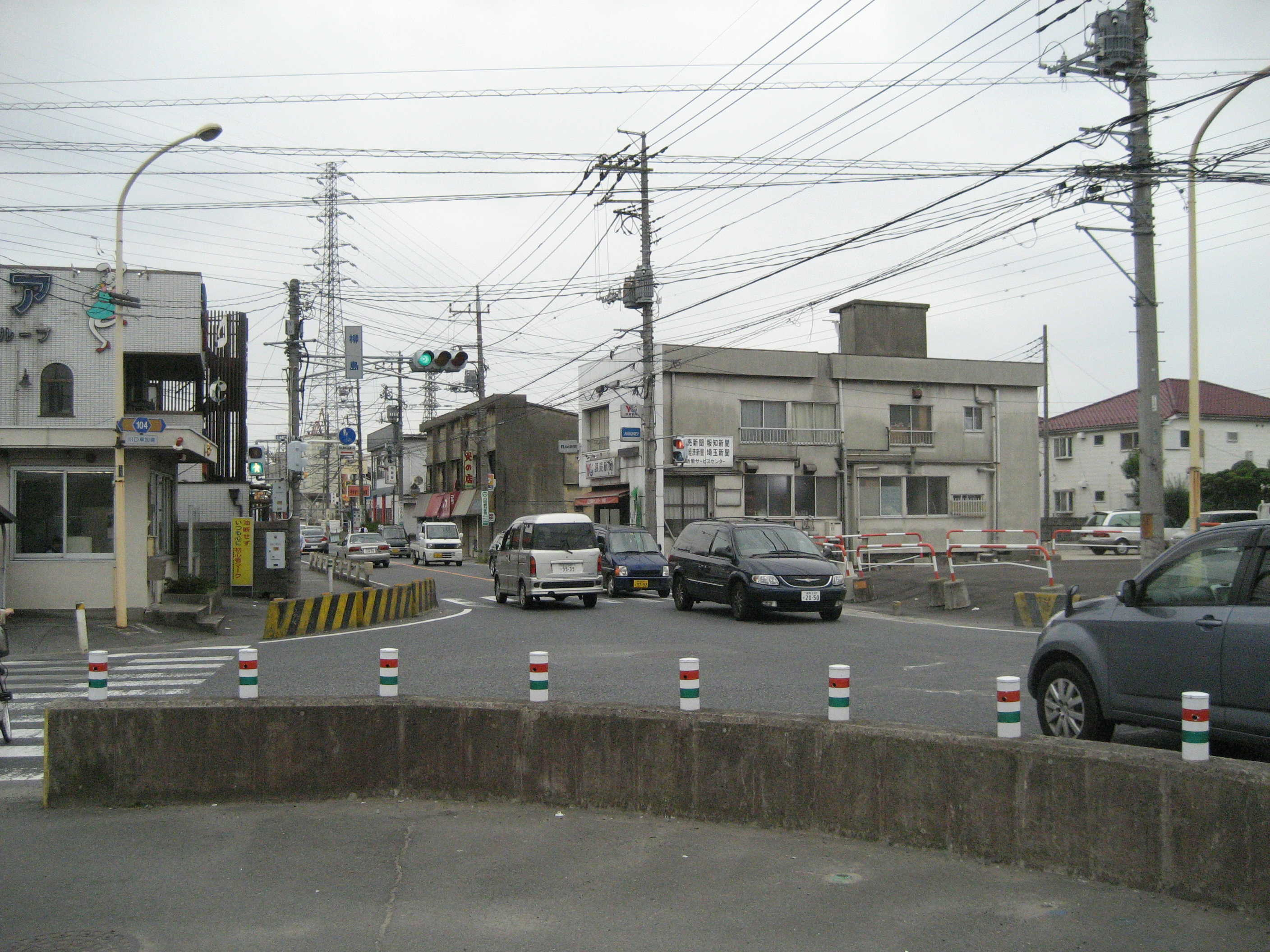
埼玉県草加市柳島交差点

埼玉県道・東京都道104号川口草加線（さいたまけんどう・とうきょうとどう104ごう かわぐちそうかせん）は、埼玉県川口市から東京都足立区を経て埼玉県草加市に至る一般都県道である。

## 路線データ
- 起点：埼玉県川口市（南平公民館交差点、埼玉県道107号東京川口線交点）
- 終点：埼玉県草加市（吉町五丁目交差点、埼玉県道49号足立越谷線交点）[1]
- 路線延長
  - 埼玉県区間：4,540m（実延長）
  - 東京都区間：1,391m（実延長）[2]

## 沿革
- 1960年（昭和35年）9月1日 - 埼玉県道の路線認定[1]
- 1961年（昭和36年）3月15日 - 東京都道の路線認定[3]

## 経由する自治体
- 埼玉県
  - 川口市
  - 草加市
- 東京都
  - 足立区

## 重複区間
- 東京都道・埼玉県道58号台東川口線 舎人小学校東交差点（東京都足立区） - 遊馬町（西）交差点（埼玉県草加市）

## 接続する道路
- 埼玉県道107号東京川口線（南平公民館交差点） - 起点
- 東京都道106号東京鳩ヶ谷線・東京都道239号足立川口線重複（足立入谷町北交差点）
- 東京都道・埼玉県道58号台東川口線（舎人小学校東交差点・遊馬町（西）交差点）
- 埼玉県道103号吉場安行東京線（柳島交差点）
- 国道4号（草加バイパス）（谷塚仲町交差点）
- 埼玉県道54号松戸草加線・埼玉県道49号足立越谷線（吉町5丁目交差点） - 終点

## 沿道施設など
埼玉県
川口市
- 川口市元郷文化会館
- 川口市立元郷小学校
- 川口市立元郷中学校

東京都
足立区
- 足立区立舎人小学校
- 東京都交通局日暮里・舎人ライナー舎人駅

埼玉県
草加市
- 草加市立両新田中学校
- 草加警察署柳島交番
- 草加市立谷塚中学校
- 草加市立谷塚小学校

## 主な橋梁
- 南平大橋（新芝川）

## 通称・別名
- 尾久橋通り（舎人小学校東交差点 - 東京都埼玉県境）
- 第二産業道路（東京都埼玉県境 - 遊馬町（西）交差点）
- 都市計画道路草加三郷線（柳島交差点 - 吉町5丁目交差点）